# Cryptothecia methylmicrophyllinica
Cryptothecia methylmicrophyllinica är en lavart som beskrevs av Aptroot & Spier. Cryptothecia methylmicrophyllinica ingår i släktet Cryptothecia och familjen Arthoniaceae.   Inga underarter finns listade i Catalogue of Life.